# Five Songs and a Cover
Five Songs and a Cover (también conocido como 4 Stars) es un EP de la banda Foo Fighters, lanzado el 20 de noviembre de 2005 por los sellos Roswell y RCA. Fue distribuido exclusivamente por las tiendas Best Buy.
Contiene una serie de lados B del álbum de la banda del mismo año, In Your Honor. Su título hace referencia justamente a su contenido: cinco canciones, y una versión, «I Feel Free», de la banda Cream.

## Lista de canciones
Todas las canciones escritas y compuestas por Grohl, Hawkins, Mendel y Shiflett, salvo que se diga lo contrario. 
| N.º   | Título                                                                                  | Duración |  |
| 1.    | «Best of You» (en vivo en Quart Festival, Kristiansand, Noruega, 7 de julio de 2005)    | 4:41     |  |
| 2.    | «D.O.A.» (demo del sencillo "Resolve")                                                  | 4:11     |  |
| 3.    | «Skin and Bones» (del sencillo "DOA")                                                   | 3:37     |  |
| 4.    | «World» (demo del sencillo "Resolve")                                                   | 5:40     |  |
| 5.    | «I Feel Free» (del sencillo "Doa", cover de Cream; escrita por Jack Bruce y Pete Brown) | 2:56     |  |
| 6.    | «FFL [Fat Fucking Lie]» (del sencillo "Best of You")                                    | 2:29     |  |
| 23:35 |                                                                                         |          |  |

## Créditos
- Dave Grohl – voz, guitarra, batería en "I Feel Free"
- Taylor Hawkins – batería, voz en "I Feel Free"
- Nate Mendel – bajo
- Chris Shiflett – guitarra